# The Lodge
Pour les articles homonymes, voir Lodge.
The Lodge est la résidence officielle du Premier ministre australien, ainsi que la résidence de sa famille dans la capitale, à Canberra. Elle se situe sur Adelaide Avenue, à Deakin.

## Histoire

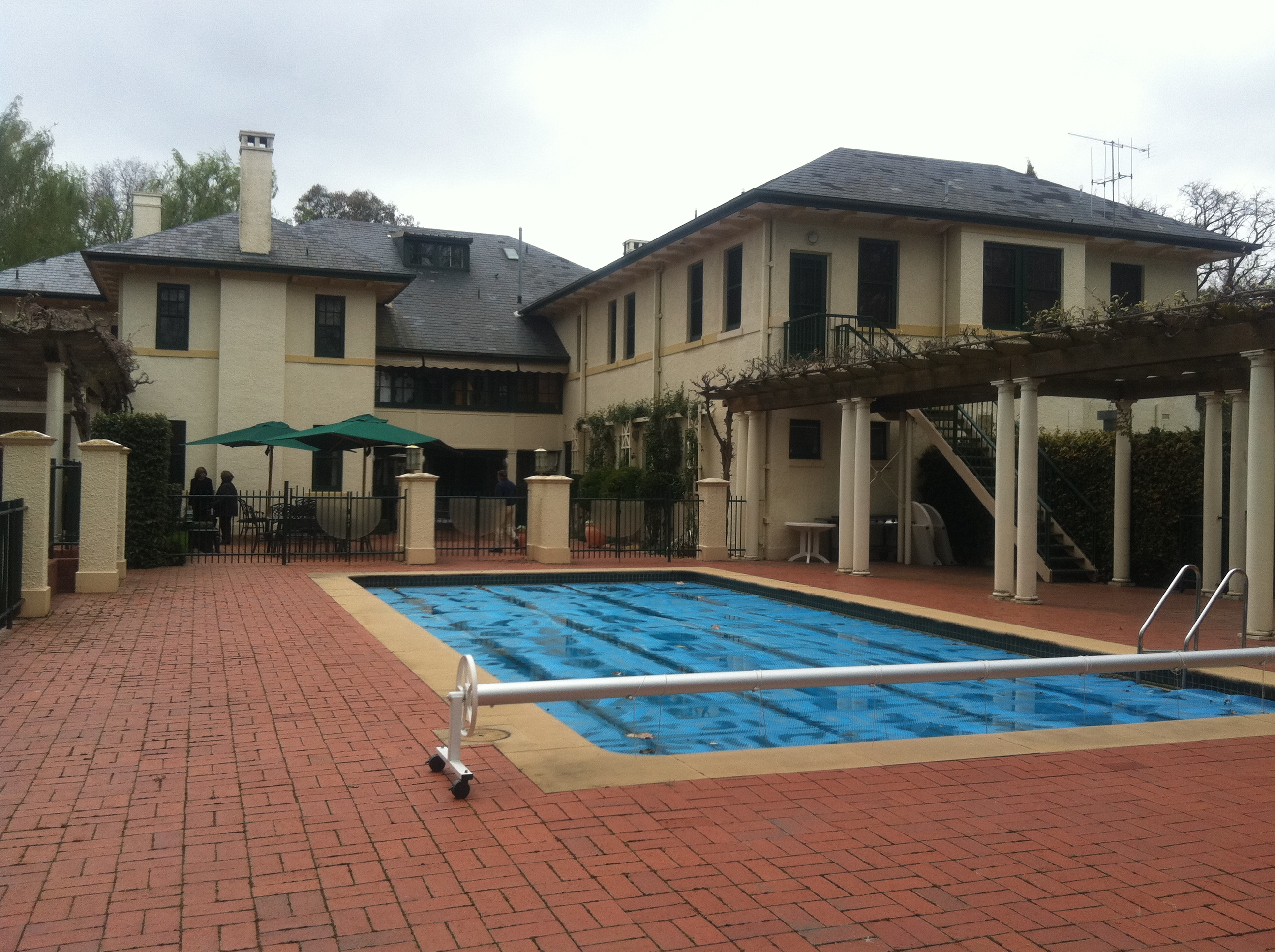
La résidence, en 2011.

The Lodge est une grande maison de deux étages située sur un terrain de 18 000 mètres carrés. Cette bâtisse fut la première à être construite et était initialement destinée au logement du Ministre des Finances. Elle fut allouée finalement au Premier ministre quand les travaux sur les autres résidences furent annulées pour cause de restrictions budgétaires.
Elle fut construite de 1926 à 1927, et fut réalisée par un constructeur de Sydney, J. G. Taylor of Glebe. La décoration intérieure a été faite sous la supervision d'une décoratrice d'intérieur de Melbourne, Mme Ruth Lane-Poole.
Le premier Premier ministre à habiter dans The Lodge fut Stanley Bruce, qui s'installa en mai 1927, après que la capitale fut transférée de Melbourne à Canberra. Son successeur James Scullin (1929-1932) avait, alors qu'il était leader de l'opposition, protesté contre les frais de fonctionnement de The Lodge ; aussi s'installa-t-il à l'Hotel Canberra (l'actuel Hyatt Hotel) durant son mandat de Premier Ministre. Cependant son successeur, Joseph Lyons, choisit de s'installer à The Lodge et tous ses successeurs ont fait de même à l'exception de :
- Ben Chifley (premier Ministre de 1945 à 1949) qui préféra le Kurrajong Hotel, où résidait à l'époque la majorité des hommes politiques du parti travailliste australien et où il mourut[1],[2]  et
- John Howard (Premier Ministre de 1996 à 2007) qui choisit de ne résider à The Lodge que lorsque ses fonctions l'obligeaient d'être à Canberra et qui habita le reste du temps à Kirribilli House à Sydney.